# Provinciali a Parigi
Provinciali a Parigi (Innocents in Paris) è un film del 1953, diretto da Gordon Parry, con Alastair Sim.